# Famille Zulian
 (février 2017).
Si vous disposez d'ouvrages ou d'articles de référence ou si vous connaissez des sites web de qualité traitant du thème abordé ici, merci de compléter l'article en donnant les références utiles à sa vérifiabilité et en les liant à la section « Notes et références ».
 (février 2017).
La famille Zulian (Zuliani, en italien) fait partie de la noblesse vénitienne.

## Histoire
En 568, pendant le sac d'Aquilée par les Lombards, les Zulian s'installent au Rialto (Lagune) et participent au gouvernement de la cité.
En 741, Zuliani Eutichio est Grand Maître des Chevaliers Vénitiens.
Les Zuliani sont une famille patricienne de Venise. Cette famille vient habiter dans la Cité des Doges au retour de Domenico Michele des guerres en Syrie, dans le Péloponnèse et en Dalmatie.
Ce retour du Péloponnèse fait croire qu'ils sont d'origine grecque. 
Ils rejoignent la noblesse vénitienne en 1310.
Leur nom est déformé en vénitien, comme tous les noms commençant par Giu, en Zu: Zuliani = Zulian.
La famille des Zulian est actuellement répartie dans plusieurs pays : Italie, Argentine, France. Par exemple, il y a eu en 1950 une émigration des Zulian de la ville de Cassacco (en Frioul-Vénétie Julienne) vers la France (en Normandie) en 1950.

### Membres connus de la famille
En 1120, Marco Zulian fait don de toute sa fortune au légat du pape afin de construire  une église et un monastère en pierres, qui portent le nom de la Carità et qui abritent de nos jours un musée: les Galeries de l'Académie de Venise. Les lieux changeront de destination sous l'occupation des Français. À la suite de ce don, les descendants de Marco font partie du Grand Conseil: ils y participèrent lors de la «serrata» et au Conseil des Dix, jusqu’en 1795, date à laquelle leur nom disparaît de la liste du Grand Conseil.
En 1198, l'un des Andrea est nommé ambassadeur à Constantinople.
L’un des Paolo a été plusieurs fois ambassadeur ; il possédait le palais Zulian à Santa Fosca. En 1382, il refusa la candidature de duc de Candie. 
En 1439, Andrea défendit le Castel Vecchio de Vérone.
Zuliani (dit Breda) soutient une cause civile contre les courriers de Rome.
Girolamo, fils de Zuanne II, est ambassadeur en 1784. Il fait don au Musée Correr, à Venise Place Saint-Marc, d'un camée en agate représentant Jupiter coiffé d'une couronne de chêne, de plusieurs bustes en marbre, de bas-reliefs et d'une superbe collection de vases étrusques noirs, le tout visible aujourd'hui au Musée Correr à Venise.
Un Francesco Zuliani (1743-1806) fut médecin et laissa des écrits.
Giuseppe Andréa fut un célèbre juriste.

### Titres et armoiries
Les Zulian furent Comtes Palatins de Venise. La République Italienne conteste le titre du fait que les Zulian ne sont pas de sang royal. Ils sont toujours Nobilis en Italie, mais il leur est interdit de le faire valoir sur leurs papiers. Napoléon les a déchus de leurs titres.
Il existe un autre écusson or et argent avec trois étoiles à huit branches, des bayadères rouges sur la moitié de la partie argent où se trouvent les étoiles, ainsi qu'une porte de fer arquée entourée de pierres de taille. Certaines branches de la famille l'ont représenté sur leur écusson.
Les frères Francesco et Mattéo, nés respectivement le 11 mars 1772 et le 9 décembre 1773, fabriquent des portes de fer, ce qui leur vaut de rajouter à leur nom Porta di Ferro et le titre de Comte de Cénéda, pour eux et toute leur descendance, selon le décret du 30 novembre 1823. L'empereur François Ier d'Autriche confirme à la famille Zuliani que Porta di Ferro est le titre nobiliaire du Comte de Cénéda.
Dans sa nouvelle illustrée, L'Uscoque, George Sand appelle l'un de ses personnages Zuliani.